# Strahlendosis
Strahlendosis heißen Größen, die die Auswirkung ionisierender Strahlung in Materie beschreiben. Dosisenergie oder Energiedosis ist die von der Strahlung pro Masse an das Material abgegebene Energie, Dosisleistung die Energiedosis pro Zeitspanne, also die pro Masse aufgenommene Leistung.

## Energie
Die entscheidende Größe für die Wirkung von Strahlung ist die geleistete Arbeit in Materie, also die in ein Volumen übertragene Energie (Einheit: J = Joule).

## Energiedosis
Die Energiedosis ist die über die gesamte Bestrahlungsdauer aufgenommene Energie bezogen auf die bestrahlte Masse.
Man unterscheidet physikalische Dosisgrößen für verschiedene Anwendungsbereiche:
- Energiedosis D (Einheit: J/kg = Gray, früher auch Rad): Bewegungsenergie aller Sekundärteilchen,
- Kerma K (Einheit: J/kg = Gray): Bewegungsenergie der Sekundärteilchen der ersten Generation.

### Ionendosis
Ein anderes physikalisches Maß für die Strahlendosis ist die Ionendosis, die angibt, wie viel Ladung (eines Vorzeichens) in einem Körper durch die Bestrahlung freigesetzt wird:
- Ionendosis J (Einheit: C/kg, früher auch Röntgen).

### Bewertete Dosisarbeit
Gleiche physikalische Energiedosen können in biologischen Systemen, wie menschlichen Organen unterschiedliche physiologische Wirkungen haben. Deshalb gibt es zu biologischen Systemen die für verschiedene Strahlenarten radiologisch unterschiedlich bewertete Dosisarbeit:
- Äquivalentdosis H,
- Organdosis HT,R,
- Effektive Dosis E.

Diese bewerteten Größen haben, ebenso wie die nicht bewerteten Energiedosen, die Einheit J/kg. Um sie jedoch als bewertete Dosen auszuzeichnen, werden sie im internationalen Maßsystem in der physikalischen Einheit Sievert (Sv = J/kg, früher auch Rem) angegeben.

## Leistung
Die physikalische Leistung einer Strahlung ist die pro Zeitspanne geleistete Arbeit in Materie oder die durch einen Querschnitt pro Zeitspanne übertragene Energie,
- Leistung (Einheit: J/s = Joule / Sekunde = Watt);

### Dosisleistung
Für alle genannten Messgrößen wird eine Dosisleistung definiert: Das ist die aufgenommene Dosis pro Zeitspanne, also der momentane Differentialquotient der Dosisarbeit nach der Zeit oder ein Mittelwert der differentiellen Energie über eine längere Zeit. Diese Dosisleistung wird also bezogen auf die Masse und auf die Zeit angegeben:
- Dosisleistung (Einheit: J/(kg s) = Gray / Sekunde, nicht bewertet)
- Dosisleistung (Einheit: J/(kg s) = Sievert / Sekunde, bewertet)

Synonym wird dafür häufig auch der Begriff „Dosisrate“ verwendet.

### Dosis- und Dosisleistungs-Effektivitätsfaktor
Für praktische Zwecke wird oft angenommen, dass stochastische Strahlenwirkungen einem proportionalen Dosiszusammenhang folgen (LNT-Hypothese, englisch Linear No Threshold ‚Linear ohne Schwellenwert‘). Studien weisen jedoch im Bereich niedriger Dosen darauf hin, dass das auf der Grundlage der LNT-Hypothese ermittelte Strahlenrisiko überschätzt wird. Die Internationale Strahlenschutzkommission fasst diese Einflüsse in einem Dosis- und Dosisleistungs-Effektivitätsfaktor (DDREF) zusammen. In ihrer Empfehlung ICRP 103 bestätigt sie den schon früher eingeführten Wert mit DDREF = 2, durch welchen die für den Bereich niedriger Dosen und kleiner Dosisleistungen durch lineare Extrapolation ermittelten Risikokoeffizienten geteilt werden.

## Zur Geschichte der Begriffe
Nach der Entdeckung der Röntgenstrahlung (Röntgen, 1895) und der Radioaktivität (Becquerel, 1896) beobachtete man Wirkungen der ionisierenden Strahlung beim Menschen. Versuche, sie zur Therapie zu nutzen, ergaben nach zunächst wechselnden Erfolgen erst dann reproduzierbare Resultate, als es gelang, ionisierende Strahlung in definierter Stärke zu verabreichen, vergleichbar einer bestimmten Dosis eines Medikaments. Die Strahlendosis entsprach diesem pharmakologischen Konzept. Gemessen wurde aus praktischen Gründen die Ionenladung, die ionisierende Strahlung in Materie, typischerweise in Luft, erzeugt. Diese Ionendosis, die pro Masse gebildete elektrische Ladung, ist eine rein physikalisch messbare Größe. Da jeder Ionisierungsprozess mit einem bestimmten Energieaufwand verknüpft ist, ist die Ionendosis proportional einer Energiedosis. Diese durch die ionisierende Strahlung in einem Massenelement deponierte Energie führt zum größten Teil zu einer Erwärmung des Körpers. Die Temperaturerhöhung ist messbar und in neuerer Zeit wird versucht, die Einheit der Energiedosis direkt durch kalorimetrische Messungen (Erwärmung von Wasser) darzustellen. Allerdings ist die Temperaturerhöhung sehr gering: Eine einem Menschen innerhalb kurzer Zeit verabreichte Dosis von 50 Gray, bei der der Tod bereits innerhalb weniger Stunden eintritt, erzeugt in Wasser nur eine Temperaturerhöhung von etwa 0,01 °C. Die besondere Wirkung der Strahlung wird durch die Ionisierung und die dadurch gebildeten freien Radikale hervorgerufen.

## Verwendung in der medizinischen Strahlentherapie
Nach heutigen Empfehlungen wird in der medizinischen Strahlentherapie die Energiedosis, also die pro Kilogramm bestrahlter Materie bzw. bestrahlten Gewebes absorbierte Energie, gemessen in Gy (Gray), 1 Gy = 1 J/kg, verwendet. Zur Berücksichtigung unterschiedlicher biologischer Wirksamkeit werden Bewertungsfaktoren (RBW-Faktoren) angewendet.
Die Energiedosis ist eine geeignete Größe zur Abschätzung der direkten Wirkungen im Menschen (deterministische Strahlenschäden). Für gegebene Strahlenart, -energie und Bestrahlungsdauer hängt die Energiedosis von der chemischen Zusammensetzung des Materials ab. Aus diesem Grunde wählt man als Bezugsmaterial z. B. eine gewebeähnliche elementare Zusammensetzung oder Wasser. Die für ein bestimmtes Bezugsmaterial ermittelte Energiedosis kann mit Hilfe von Korrekturfaktoren in die Energiedosis für ein anderes Material umgerechnet werden.

## Dosisermittlung bei radioaktiven Strahlern und Dosisleistung
Um eine Beziehung zwischen der Aktivität einer (ideal punktförmigen, unabgeschirmten) radioaktiven Quelle und der von ihr in einem bestimmten Abstand erzeugten Dosis herzustellen, gibt es sogenannte Dosisleistungskonstanten. Die pro Zeitspanne aufgenommene Strahlendosis wird als Dosisleistung (Einheit: Sv/s oder Sv/h) bezeichnet.
Bei inkorporierten Strahlern kann sich eine Dosisabschätzung schwierig gestalten.
Wichtig dafür ist ein Wissen über die Kinetik der Substanz im Körper, d. h. wie es sich im Körper verteilt (also wie die Dosis in Prozentanteilen über die verschiedenen Organe verteilt ist) und auf welche Weise und wie schnell (biologische Halbwertszeit) es ausgeschieden wird, sowie Angaben darüber, wie lange die Inkorporation zurückliegt.
Die augenblickliche im Körper verteilte Aktivität kann man z. B. über eine Urinprobenmessung abschätzen.
Die Dosisermittlung ist ein wichtiger Schritt in der Planung einer Strahlentherapie oder nuklearmedizinischen Therapie.

## Verwendung im Strahlenschutz
Im Strahlenschutz hat man zur Berücksichtigung des für verschiedene Strahlenarten und verschiedene Gewebearten unterschiedlichen Strahlenrisikos radiologisch bewertete Dosisgrößen definiert:
- Zur Festlegung von Grenzwerten dient die Körperdosis in Form der Organdosis und der Effektiven Dosis. Mit der effektiven Dosis wird das Auftreten von stochastischen Strahlenschäden quantifiziert.
- Als Strahlenschutzmessgröße dient die Äquivalentdosis in Form der Umgebungsäquivalentdosis oder der Personendosis.

Die gemeinsame Einheit aller radiologisch bewerteten Dosisgrößen ist Sv (Sievert). In vielen Fällen des praktischen Strahlenschutzes (bei Röntgen-, Gamma- und Beta-, also bei elektromagnetischer und Elektronenstrahlung) gilt: 1 Gy = 1 Sv. Bei Alpha-, Protonen- und Neutronenstrahlung gilt diese Gleichsetzung wegen deren höherer biologischer Wirksamkeit jedoch nicht. Dies wird durch Strahlungswichtungsfaktoren zwischen 5 und 20 (je nach Energie und Teilchenart) berücksichtigt.
Die Gefährlichkeit des Aufenthalts in der Nähe einer oder mehrerer Strahlungsquellen kann durch die Angabe der an einem Messpunkt herrschenden Dosisleistung charakterisiert werden.